# Megachile burdigalensis
Megachile burdigalensis är en biart som beskrevs av Raymond Benoist 1940. Megachile burdigalensis ingår i släktet tapetserarbin, och familjen buksamlarbin. Inga underarter finns listade i Catalogue of Life.